# روميو وجولييت (فلم 1900)
روميو وجولييت (بالفرنسية: Roméo et Juliette) هو فيلم أبيض وأسود درامي فرنسي صامت إنتاج عام 1900 مقتبس عن مسرحية ويليام شكسبير الكلاسيكية والشهيرة ، روميو وجولييت، تم إخراج نسخة الفيلم هذه من قبل كليمنت موريس وظهرت إميليو كوسيرا وهو يغني أغنية تينور من أوبرا روميو وجولييت لشارل جونو. يُعتقد أنه أول فيلم مقتبس عن مسرحية شكسبير الكلاسيكية.
تم إنتاج الفيلم من قبل "مسرح سينما فونو" ، والتي عرضت لأول مرة واحدة من أولى أنظمة الأفلام الصوتية المتزامنة في معرض باريس عام 1900 ، وكان هذا الفيلم من أوائل الأفلام التي استخدمت تقنية الصوت. تم تسجيل الصوت أولاً باستخدام ليوريتوغراف على اسطوانة السلوفان. تم تشغيل هذا بعد ذلك ، وقام الممثلون بتصوير مزامنة الشفاه مع التسجيل. لعرض الفيلم تم تشغيل الصوت وقام عارض العرض بتغيير سرعة جهاز العرض اليدوي لمحاولة مطابقة التشغيل.

## روابط خارجية
- روميو وجولييت  في قاعدة بيانات الأفلام على الإنترنت (بالإنجليزية)